# Ottetto (matematica)
In matematica, gli ottetti (o ottonioni) sono un'estensione non associativa dei quaternioni. L'algebra relativa viene spesso denotata con {\displaystyle \mathbb {O} } oppure con O.

## Storia
Furono inventati da John T. Graves nel 1843, e indipendentemente da Arthur Cayley, che pubblicò il primo lavoro su essi nel 1845.
Spesso ci si riferisce a essi come ai numeri di Cayley, agli ottetti di Cayley o all'algebra di Cayley.

## Operazioni algebriche
Gli ottetti formano un'algebra a 8 dimensioni non associativa sul campo dei numeri reali e si possono quindi manipolare mediante ottuple (sequenze di lunghezza 8) di numeri reali. Lo spazio vettoriale degli ottetti è costituito dalle combinazioni lineari dei seguenti ottetti: 1, e1, e2, e3, e4, e5, e6 e e7. Questi costituiscono una base di elementi invertibili dell'algebra.
Sommare degli ottetti vuol dire sommare i relativi coefficienti, come per i numeri complessi o per i quaternioni, e più in generale i vettori. La moltiplicazione degli ottetti si ottiene per bilinearità dalla matrice di moltiplicazione degli ottetti di base, la cui tabella è presentata qui sotto.
Le sette unità immaginarie e l'unità non costituiscono un gruppo a causa della mancanza di associatività, ma formano comunque un quasigruppo e più precisamente un loop. 
| ·  | 1  | e1  | e2  | e3  | e4  | e5  | e6  | e7  |
| 1  | 1  | e1  | e2  | e3  | e4  | e5  | e6  | e7  |
| e1 | e1 | −1  | e4  | e7  | −e2 | e6  | −e5 | −e3 |
| e2 | e2 | −e4 | −1  | e5  | e1  | −e3 | e7  | −e6 |
| e3 | e3 | −e7 | −e5 | −1  | e6  | e2  | −e4 | e1  |
| e4 | e4 | e2  | −e1 | −e6 | −1  | e7  | e3  | −e5 |
| e5 | e5 | −e6 | e3  | −e2 | −e7 | −1  | e1  | e4  |
| e6 | e6 | e5  | −e7 | e4  | −e3 | −e1 | −1  | e2  |
| e7 | e7 | e3  | e6  | −e1 | e5  | −e4 | −e2 | −1  |

### Moltiplicazione degli ottetti e Piano di Fano

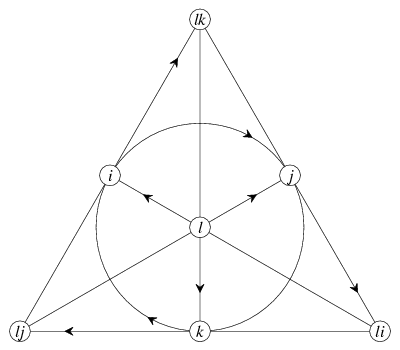
Moltiplicazione degli ottetti e Piano di Fano.

Una comoda regoletta mnemonica per ricordare i prodotti degli ottetti unitari è data
dal diagramma del piano di Fano composto da sette punti e sette linee (il cerchio tra i, j, k  è considerato una linea). Le linee si devono considerare orientate nel diagramma. 
I sette punti corrispondono alle sette unità immaginarie. 
Ogni paio di punti distinti giace su un'unica linea e ogni linea passa esattamente da tre punti.
Siano  (a, b, c)  una tripla ordinata di punti giacenti su una data linea con ordine specificato dalla direzione della freccia. La moltiplicazione è data da:
ab = c e ba = −c
soggetta a permutazione ciclica. Questa regola insieme a:
- 1 è l'identità,
- e2 = −1 per ogni punto del diagramma, definisce completamente la struttura moltiplicativa degli ottetti. Ognuna delle sette linee genera una sottoalgebra di  O isomorfa ai quaternioni H.

In particolare sottoalgebre quaternioniche sono generate dalle unità immaginarie con i seguenti indici:
- 1,2,4
- 2,3,5
- 3,4,6
- 4,5,7
- 5,6,1
- 6,7,2
- 7,1,3

## Rappresentazione "matriciale" degli ottetti
Poiché la moltiplicazione degli ottetti non è associativa, contrariamente a quanto accade per i quaternioni non ne esiste una rappresentazione matriciale.
Tuttavia Max Zorn propose una comoda rappresentazione, visivamente simile a quella matriciale, in cui l'ottetto viene decomposto come aggregato di due scalari e due vettori tridimensionali (Algebra di Zorn).
Sia A un generico elemento dell'Algebra di Zorn, detto vettore-matrice o matrice di Zorn:
{\displaystyle A={\begin{bmatrix}a&{\vec {b}}\\{\vec {c}}&d\\\end{bmatrix}}}
il prodotto tra due elementi dell'algebra di Zorn si definisce:
{\displaystyle {\begin{bmatrix}a&{\vec {b}}\\{\vec {c}}&d\\\end{bmatrix}}*{\begin{bmatrix}a'&{\vec {b}}'\\{\vec {c}}'&d'\\\end{bmatrix}}={\begin{bmatrix}aa'+{\vec {b}}\cdot {\vec {c}}'&a{\vec {b}}'+{\vec {b}}d'-{\vec {c}}\wedge {\vec {c}}'\\{\vec {c}}a'+d{\vec {c}}'+{\vec {b}}\wedge {\vec {b}}'&dd'+{\vec {c}}\cdot {\vec {b}}'\\\end{bmatrix}}}
{\displaystyle =AB+{\begin{bmatrix}0&-{\vec {c}}\wedge {\vec {c}}'\\+{\vec {b}}\wedge {\vec {b}}'&0\\\end{bmatrix}}}
che corrisponde alla comune moltiplicazione di matrici se si eccettuano i termini di prodotto vettoriale che rendono questa moltiplicazione non-associativa.
Con queste definizioni, si ha che gli ottetti possono essere espressi in forma "matricial-vettoriale" nell'algebra di Zorn.
Si ha che un ottetto X può esser messo nella forma:
{\displaystyle X={\begin{bmatrix}x+iy&\mathbf {v} +i\mathbf {w} \\-\mathbf {v} +i\mathbf {w} &x-iy\end{bmatrix}}.}
dove x e y sono numeri reali e v e w sono vettori in R3.
Si noti la somiglianza con la rappresentazione matriciale dei quaternioni:
{\displaystyle X={\begin{bmatrix}x+iy&v+iw\\-v+iw&x-iy\end{bmatrix}}.}
dove stavolta x,y,v,w sono tutti numeri reali.
Il "determinante" di una matrice di Zorn si definisce come consueto:
{\displaystyle \det {\begin{bmatrix}a&\mathbf {b} \\\mathbf {c} &d\end{bmatrix}}=ad-\mathbf {b} \cdot \mathbf {c} }.
Questo determinante è una forma quadratica dell'algebra di Zorn che soddisfa la regola:
{\displaystyle \det(AB)=\det(A)\det(B).}
Pertanto il determinante della matrice di Zorn associato ad un ottetto è:
{\displaystyle \det {\begin{bmatrix}x+iy&\mathbf {v} +i\mathbf {w} \\-\mathbf {v} +i\mathbf {w} &x-iy\end{bmatrix}}=x^{2}+y^{2}+\mathbf {v} ^{2}+\mathbf {w} ^{2}},
ossia la norma al quadrato stessa dell'ottetto.

## Proprietà
Gli ottetti forniscono l'unica algebra a dimensione-finita non-associativa definibile sul campo dei numeri reali. Le uniche algebre a dimensione finita associative sono costituite dai numeri reali stessi (algebra monodimensionale), dai numeri complessi (algebra bidimensionale) e dai quaternioni (algebra quadridimensionale). Mentre già con i quaternioni si perde la commutatività della moltiplicazione, gli ottetti perdono anche l'associatività:
{\displaystyle \,(ij)l=-i(jl)}
In essi comunque non esistono divisori dello zero.

Tuttavia essi sono collegati ad alcune strutture matematiche come i gruppi di Lie eccezionali. Il gruppo degli automorfismi (simmetrici) degli ottetti è il gruppo di Lie G2.